# فلایبانو
فلایبانو (به ایتالیایی: Flaibano) یک کومونه در ایتالیا است که در استان اودینه واقع شده‌است.

## خصوصیات
فلایبانو ۱۷٫۲ کیلومترمربع مساحت و ۱٬۱۹۳ نفر جمعیت دارد و ۱۰۴ متر بالاتر از سطح دریا واقع شده‌است.